# Cyanopterus nigripleuris
Cyanopterus nigripleuris är en stekelart som först beskrevs av Gyöö Viktor Szépligeti 1901.  Cyanopterus nigripleuris ingår i släktet Cyanopterus och familjen bracksteklar. Inga underarter finns listade i Catalogue of Life.